# Organizzazione Repubblicana Galiziana Autonoma
L'Organizzazione Repubblicana Galiziana Autonoma (ORGA) fu un partito politico della Galizia di tendenza repubblicana, galizianista, autonomista e di sinistra. Fu fondato da Santiago Casares Quiroga e Antonio Villar Ponte nell'ottobre del 1929 a La Coruña con la partecipazione dell'Irmandades de Fala locales, un'organizzazione nazionalista galiziana. Inizialmente, i galizianisti era maggioritari all'interno dell'organizzazione, e ciò spiega perché nel suo primo manifesto la ORGA reclamasse una repubblica federale. Quando il settore galizianista organizzò un suo nuovo partito, il Partito Galizianista, la ORGA passò a rivendicare l'autonomia.

## Storia
Il 26 marzo 1930 la ORGA organizzò la  Federazione Repubblicana Galiziana (tramite il cosiddetto "patto di Lestrove"), a cui aderirono partiti repubblicani come il Partito Repubblicano Radicale e il Partito Repubblicano Radicale Socialista. Entrò in seguito a far parte del Patto di San Sebastian, venendo rappresentata da Casares Quiroga. Dopo la proclamazione della Seconda Repubblica Spagnola nel 1931, i radicali e i radicalsocialisti lasciarono la Federazione Repubblicana Galiziana, che però continuò ad esistere fino all'aprile del 1932. La FRG-ORGA prese parte alle elezioni costituenti del 1931 formando una parte delle candidature repubblicano-socialiste. Dei 44 seggi in ballo in Galizia, la FRG-ORGA ne ottenne 17, tra i quali si trovavano deputati che successivamente avrebbero aderito al galizianismo. come Antonio Villar Ponte e Ramón Suárez Picallo. Al Congresso dei deputati formò il gruppo della  minoranza galiziana, a cui aderirono anche i deputati galizianisti, Castelao e Ramón Otero Pedrayo.
Durante il dibattito sul progetto della costituzione del 1931, il portavoce della Federazione Repubblicana Galiziana Roberto Novoa Santos appoggiò la proposta di "Stato integrale" che riconosceva le regioni autonome, che denominò  Repubblica integrale e pluralitaria, e che doveva essere il superamento dello scontro tra due volontà: quella delle "regionalità che rivendicano una loro identità ben definita e che aspirano ad un regime federale", tra i quali ci sono Catalogna, Paesi Baschi e Galizia, le quali si considerano quasi come vere e proprie "nazionalità", e "la volontà di resistenza di quei territori che hanno esercitato l'egemonia politica, culturale e amministrativa all'interno del vecchio stato spagnolo". Affermò Novoa:
(Roberto Novoa Santos)
Ed a continuazione disse:
(Roberto Novoa Santos)
Santiago Casares Quiroga prese parte ai governi della repubblica tra il 1931 e il 1933, dando al partito un orientamento destinato a consolidare la repubblica, però senza promuovere alcun tipo di autonomia galiziana. I settori della FRG-ORGA più nazionalista, guidati da Suárez Picallo, insieme alla sezione argentina della ORGA, parteciparono nel 1931 alla fondazione del Partito Galizianista, guidato da Castelao. Questi, insieme a Suárez Picallo e Otero Pedrayo, abbandonò la minoranza galiziana del Congresso. Villar Ponte si mantenne fedele al leader dell'ORGA, Casares Quiroga, fino al 1934.
Dissolta la Federazione, nel maggio del 1932 l'ORGA si ridenominò Partito Repubblicano Galiziano (PRG) e nel 1934 si unì ad Azione Repubblicana e al Partito Repubblicano Radicale Socialista Indipendente per formare Sinistra Repubblicana, sotto la direzione di Manuel Azaña.